# Vědecká kalkulačka

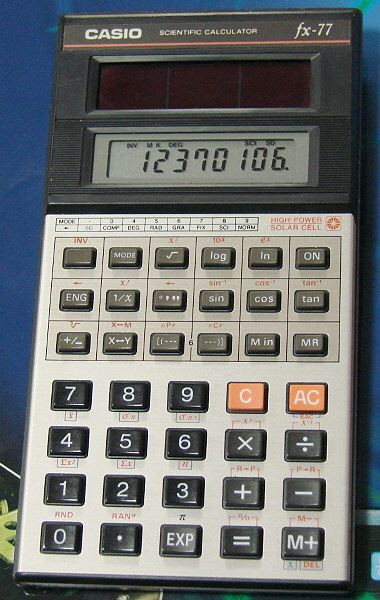
Vědecká kalkulačka

Vědecký kalkulátor je kalkulátor, se kterým provádíme vědecké výpočty. Většinou má velký displej, přirozené zobrazení výpočtů nebo možnost zpětného zobrazení dat. Používá se zejména na základních a středních školách[zdroj⁠?!].

## Běžné funkce
Plus, minus, krát, děleno, mocnina (na n-tou), odmocnina (na n-tou), log, tan sin, cos, +/−, paměť, pí, umí počítat se zlomky, stupně, procenta.
Umí používat závorky, umožňuje přepínat mezi: DEG, RAD, GRAD, možnost vědeckého zápisu čísla.

## Historie

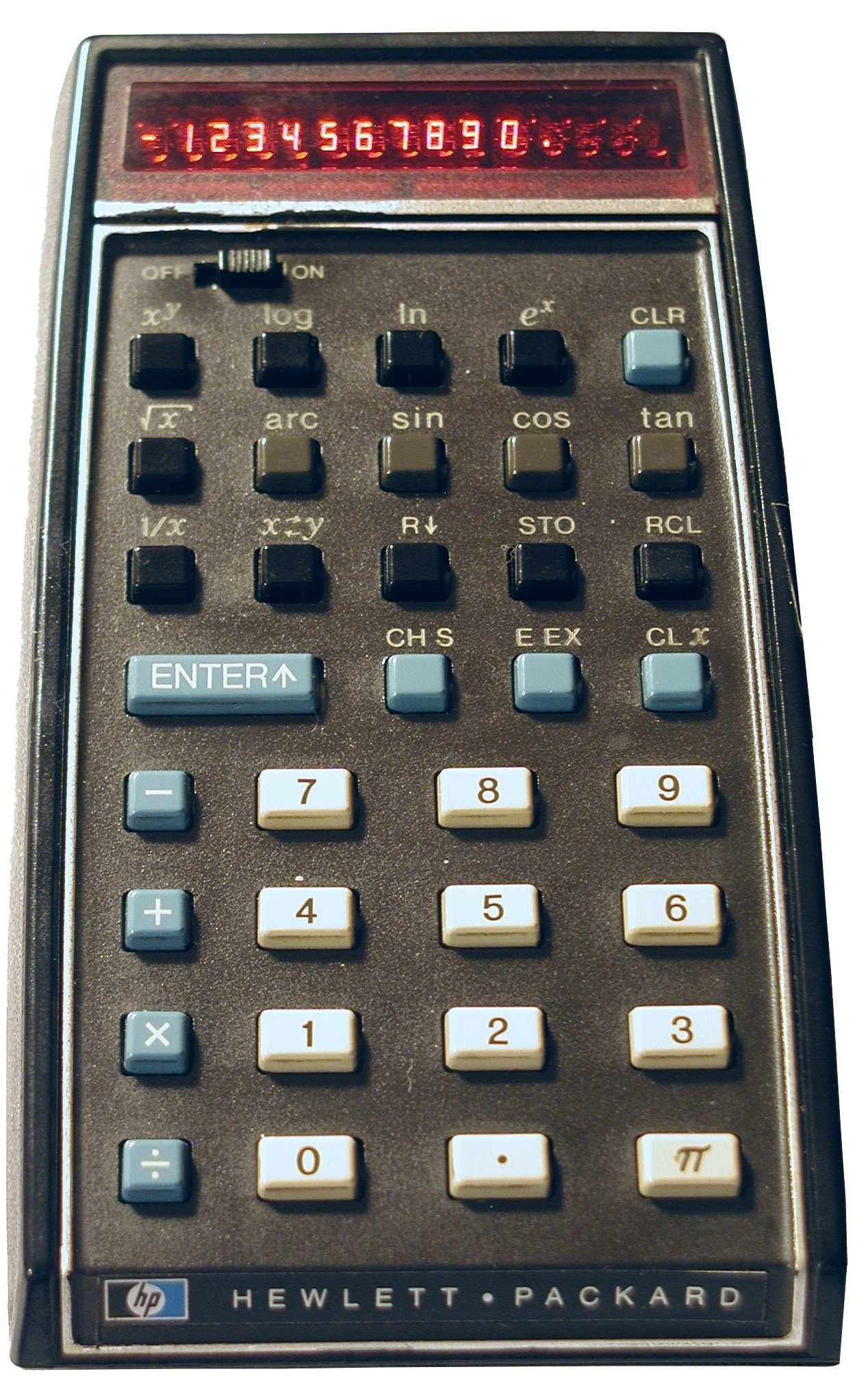
HP-35

Za první vědeckou kalkulačku se považuje Hewlett-Packard HP-9100A která se začala vyrábět v roce 1968. Byla kompletně tranzistorová, nepoužívala integrované obvody. První kapesní vědeckou kalkulačkou byl HP-35, představený v roce 1972 firmou Hewlett-Packard.